# Cepphus
Cepphus es un género de aves caradriformes de la familia Alcidae que incluye tres especies de araos, aves marinas emparentadas con alcas y frailecillos.

## Especies actuales
Cepphus incluye tres especies vivientes:
- Cepphus grylle - arao aliblanco
- Cepphus columba - arao colombino
- Cepphus carbo - arao de anteojos

## Especies extintas (fósiles)
- Cepphus olsoni
- Cepphus cf. columba
- Cepphus cf. grylle

De estas tres especies del Mioceno y Plioceno se han hallado restos en el oeste de los Estados Unidos.